# پنتاکلروفلوئورواتان
پنتاکلروفلوئورواتان (به انگلیسی: Pentachlorofluoroethane) یک ترکیب شیمیایی با شناسه پاب‌کم ۶۱۱۰۷ است. که جرم مولی آن ۲۲۰٫۲۸۳ g/mol می‌باشد. 